# Marilyn Wilson
Marilyn Joy Wilson, född 14 juli 1943 i Richmond i Victoria, är en australisk före detta simmare.
Wilson blev olympisk silvermedaljör på 4 x 100 m medley vid sommarspelen 1960 i Rom.